# Honorat de Bueil de Racan

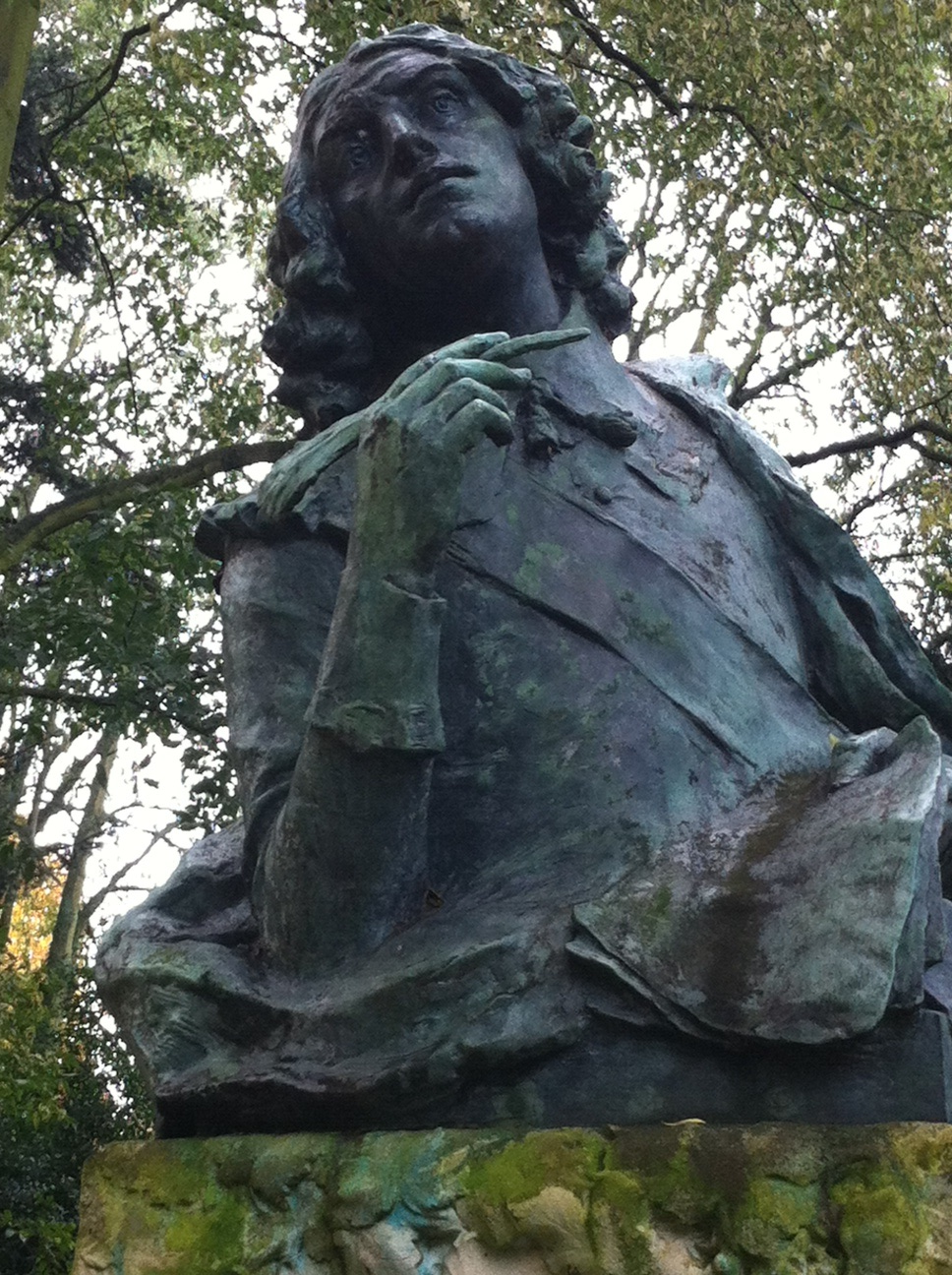
Honorat de Racan

Honorat de Bueil, marchiz de Racan (n. 5 februarie 1589 - d. 21 ianuarie 1670) a fost un aristocrat, poet, dramaturg și militar francez, discipol al lui François de Malherbe.
A scris ode și meditații (Stanțe despre retragerea la țară, 1618), pastorala dramatică Arthénice (1625).
Scrisă în versuri elegante, poezia lui Racan vădește o puternică dragoste de natură.
1. 1 2  Honorat De Bueil De Racan, GeneaStar
2. ↑  Honorat de Bueil, Babelio
3. 1 2 3  Autoritatea BnF, accesat în 10 octombrie 2015
4. 1 2  Honorat de Bueil, seigneur de Racan, SNAC, accesat în 9 octombrie 2017
5. ↑  Honorat de Bueil, International Music Score Library Project, accesat în 9 octombrie 2017
6. ↑  Honorat de Bueil de Racan, Calendrier électronique des spectacles sous l'Ancien Régime et la Révolution, accesat în 9 octombrie 2017
7. ↑  Honorat Racan, Brockhaus Enzyklopädie